# 2:a ukrainska fronten
2:a ukrainska fronten var en front i Röda armén under andra världskriget. Den bildades från Stäppfronten den 20 oktober 1943.

## Slag

### Korsun
Fronten utgjorde den södra skänkeln i den inledande omringningen av de två tyska armékårerna.

## Organisation
Frontens organisation den 25 januari 1944
.
- 52:e Armén
  - 73:e Skyttekåren
  - 78:e Skyttekåren
- 53:e Armén
  - 26:e Gardesskyttekåren
  - 4:e Skyttekåren
  - 75:e Skyttekåren
- 4:e Gardesarmén
  - 20:e Gardesskyttekåren
  - 21:e Gardesskyttekåren
- 5:e Gardesstridsvagnsarmén
  - 18:e Stridsvagnskåren
  - 20:e Stridsvagnskåren
  - 29:e Stridsvagnskåren